# Alarik Forssman
Oskar Vilhelm Alarik Forssman, född 31 maj 1822 i Kråksmåla socken i Småland, död 14 april 1889 i Pretoria, var en svensk affärsman. 
Forssman lämnade Sverige i mitten på 1840-talet och slog sig ned i Sydafrika omkring 1850 samt blev med tiden en av landets största jordägare. Forssman ägde till sist uppåt 4,5 miljoner hektar jordbruksmark fördelat på 1100 gårdar i Transvaal och tjänade även pengar på storskalig handel med ull, elfenben och strutsfjädrar. Forssman blev portugisisk generalkonsul i Pretoria och ledamot av parlamentet i Kapstaden, men förlorade det mesta av sin förmögenhet i det första boerkriget 1880–1881.
Forssman lockade även andra svenskar att flytta till Sydafrika och gav bland annat ut skriften Guide för jordbrukare, kapitalister, spekulanter, gruvarbetare etc vilka vill göra lönsamma investeringar i republiken Transvaal.  I början av 1860-talet försökte Forssman grunda en svensk jordbrukskoloni, Scandinavia, i Potchefstroom. 1862–1863 reste han till Kalmar för att värva småländska bönder till projektet, och det var på den vägen som Mazahr Makatemele kom till Sverige. Scandinaviaprojektet gick under i den svåra torkan 1865, men det femtiotal svenskar som Forssman värvat i Kalmar blev ändå kvar i södra Afrika.
Forssman gifte sig i Potchefstroom 1853 med Emelia Henrietta Amalia Goetz Landsberg och blev far till elva barn. Genom dottern Jenny Emilia blev han morfar till finansmännen Ivar och Torsten Kreuger.